# My Agenda
My Agenda es el segundo álbum de estudio de Dorian Electra, artista y cantante estadounidense. Fue liberado el 16 de octubre de 2020. Ha sido promocionado por los sencillos ''Sorry Bro (I Love You)", "Give Great Thanks", "Edgelord", "Gentleman" y "M'Lady", el proyecto fue revelado el 21 de septiembre de 2020. El álbum cuenta con colaboraciones de Rebecca Black, Faris Badwan, Pussy Riot, Village People, The Garden, Dylan Brady, y Clarence Clarity entre otros. El álbum se describe como una exploración de la "crisis de la masculinidad".
El álbum cuenta con 7 vídeos musicales hasta el momento.

## Antecedentes y Composición
El álbum fue pensando durante dos sesiones de composición con Count Baldor y Dylan Brady, una en Las Vegas y otra en un castillo en Barnstaple. Debido a la pandemia del COVID-19, Electra grabó la mayoría de las voces en el estudio de su casa.
My Agenda es un proyecto hyperpop y experimental que presenta elementos del heavy metal, glitch pop, techno, pop barroco, trance,  cantos gregorianos, dubstep, trap, shock rock, europop y metal vikingo.
El álbum se describe como una exploración de la "crisis de la masculinidad'' y "aborda temas como la cultura incel, la politización de los deportes, las guerras culturales y más" "a través de una lente queer". El título de My Agenda es una referencia a la "Agenda Homosexual" y el título de la canción está escrito "desde la perspectiva de un teórico de la conspiración que está viendo cómo su país es tomado por un dictador gay".

## Recepción
Joe Vitagliano de American Songwriter elogió My Agenda, otorgándole al proyecto cinco estrellas. Comentó sobre la capacidad del disco para combinar temas políticos, experimentación musical y ganchos pop, señaló que "la escritura de Electra constituye una de las mejores artes políticas de nuestro tiempo. Al analizar estos temas a través de una lente de crítica bien informada, Electra es capaz de presentar miradas matizadas sobre las realidades de nuestra cultura al mismo tiempo que conserva un sentido de diversión genuina. Por ejemplo, el sencillo principal del proyecto, 'Sorry Bro (I Love You)', juega con temas de sexualidad y género de una manera naturalizada en la que presenta el homoerotismo como algo seguro, lindo y divertido, en lugar de vergonzoso".

## Vídeos Musicales
- Sorry Bro (I Love You)
- Give Great Thanks
- Gentleman
- M'Lady
- Edgelord
- F The World
- Ram It Down
- My Agenda

## Pistas
Créditos adaptados de Tidal.
| Tracks          | Título                                                          | Escritor(es)                                                                                      | Productor(es)                                        | Duración |
| --------------- | --------------------------------------------------------------- | ------------------------------------------------------------------------------------------------- | ---------------------------------------------------- | -------- |
| 1.              | "F the World" (featuring The Garden, Quay Dash, and d0llywood1) | - Dorian Electra - Count Baldor - Dylan Brady - Mood Killer - The Garden - Quay Dash - d0llywood1 | - Baldor - Brady - Lars Stalfors - Umru - d0llywood1 | 3:27     |
| 2.              | "My Agenda" (featuring Village People and Pussy Riot)           | - Dorian Electra - Weston Allen - Pussy Riot - Village People                                     | - Baldor - Will Vaughan                              | 2:51     |
| 3.              | "Gentleman"                                                     | - Dorian Electra - Count Baldor - Dylan Brady - Mood Killer                                       | - Baldor - Brady                                     | 1:42     |
| 4.              | "M'Lady"                                                        | - Dorian Electra - Count Baldor - Sega Bodega - Will Vaughan                                      | - Baldor - Vaughan - Sega Bodega                     | 1:28     |
| 5.              | "Iron Fist" (featuring Faris Badwan)                            | - Dorian Electra - Faris Badwan - Mood Killer                                                     | - Clarence Clarity - Baldor - Umru                   | 2:30     |
| 6.              | "Barbie Boy" (featuring Sega Bodega)                            | - Dorian Electra - Sega Bodega                                                                    | - Baldor - Bodega                                    | 2:49     |
| 7.              | "Sorry Bro (I Love You)"                                        | - Dorian Electra - Mood Killer                                                                    | - Baldor - Brady                                     | 1:27     |
| 8.              | "Monk Mode" (Interlude) (featuring Gaylord)                     | - Dorian Electra - Dylan Brady - Gaylord                                                          | Brady                                                | 1:06     |
| 9.              | "Edgelord" (featuring Rebecca Black)                            | - Dorian Electra - Full Tac - Rebecca Black - Umru - Weston Allen                                 | - Full Tac - Umru                                    | 2:11     |
| 10.             | "Ram It Down" (featuring Mood Killer, Lil Mariko and Lil Texas) | - Dorian Electra - Chris Greatti - Lil Mariko - Lil Texas - Mood Killer - Zakk Cervini            | - Greatti - Lil Texas - Mood Killer - Cervini        | 2:32     |
| 11.             | "Give Great Thanks"                                             | - Dorian Electra - Socialchair                                                                    | - Clarity - Socialchair - Umru                       | 3:07     |
| Duración total: | Duración total:                                                 | Duración total:                                                                                   | Duración total:                                      | 25:10    |